# Kreda (jezero)
Kreda je majhno umetno jezero v dolini Radovne na severozahodu Slovenije. Jezero je dobilo svoje ime po kredi, ki so jo tam kopali do leta 1985. Med kopanjem se je ustvarila vdolbina, ki se je počasi napolnila z vodo in nastalo je jezero. Izkopavanje se je končalo zaradi nedobičkonosnosti in naravovarstvenih skrbi (jezero je v Triglavskem narodnem parku), jezero pa je ostalo. Trenutno je območje jezera v zasebni lasti, mnogi obiskovalci doline se v poletnih mesecih v njem kopajo. Zaradi kopanja gline sta obala in dno jezera z njo prekrita. Zaradi tega se obala počasi vdira v vodo (do 50 cm letno). Poleg tega je jezero zelo motno. To je tudi razlog za številne poškodbe ob skokih v vodo z obale in bližnjih dreves, saj iz tam ni mogoče videti, kaj je pod vodo. Ta je namreč tako motna, da lahko vidimo le pol metra dna. Tako je že več ljudi pri skoku na glavo vanj zadelo v dno, korenine ali hlode pod gladino in jih ni moč videti. Tudi če bi prišlo do utopitve, reševalci ponesrečenca ne bi mogli najti, saj je jezero izredno globoko, vidljivost pa je nična.
Pozimi jezero zamrzne, zato se na njem lahko drsa. Uredijo tudi precej osnovno hokejsko igrišče, ki je dostopno komurkoli.
Prav tako je tudi odličen kraj za postanek, če se odločite za kolesarjenje po dolini Radovne.
Danes je jezero – z okoliškimi mokrišči – pomemben življenjski prostor za dvoživke, kot sta sekulja in navadna krastača. V jezeru bivajo tudi ribe (krapi).